# ДУБП Милош
Милош ДУБП (Даљински Управљива Безпосадна Платформа), такође познат по стеченом надимку "Мали Милош" (Претпоставља се да је надимак добио због сличности у имену овог робота и вишенаменског оклопног возила БОВ М16 Милош.), је пројекат конструсан и развијен у Војнотехничком институту у Београду, док је завршни интегратор Прва Петолетка Наменска  из Трстеника . Намењен је широком делу мисија како војних тако и полицијских. Рад на пројекту ДУБП Милош је почело је 2016, док је први пут приказан односно приказано је дејство, могућности и перформансе и карактеристике 2017 на војној вежби "Челик 2017" на војном полигону у Никинцима. Возило је такође приказано и на војној вежби "Слобода 2017", као и на домаћим и међународним сајмовима наоружања попут: "Partner 2017", "Eurosatory 2018".

## Развој
Развој даљинско управљиве безпосадни борбени систем Милош је подстакнут све већим интересовањем широм света за развоје различитих врста безпосадних возила, како би се људство било заштићено од ризичних односно врло опасних операција. Милош припада групи мањих категорија односно мањих величина безпосадних даљинских управљивих система односно робота, Развој је покренут током 2016 године, и још увек траје његов развој.

## Намена
Милош пре свега је намењен борбеној намени, попут уништавања и онеспособљавања како појединачних тако и групних циљева. у наредном периоду се може очекивати и за коришћење у виду других намена односно задатака у војсци попут, снабдевања , превоз рањеника, и различитим врстама извиђања.

## Карактеристике
Милош је тип безпосадног возила који се покреће ходним делом гусеничног типа, његово покретање односно погон је електричан односно помоћу електро мотора, што га чини значајно тишим у раду. Максимална брзина по свим врстама путева до 12,5 km/ч , ван путева је до 7 km/ч. Милош се покреће бежичном даљинском везом односно радио линка до даљине од 2 km, даљи развој ће омогућити употребу бољег радио линка који би омогућио управљање на много већим даљинама.

## Наоружање
Милош користи два врста наоружања која су интегрисана у систем управљања ватром (СУВ):
Митраљез М86
- Митраљез калибра 7,62x54Rмм.
- Максималан домет до 800м.
- Магацин муниције метака износи 250.
- Тежина бацача износи 11,6кг.

Ручни бацач граната M07 
- Полуаутоматски ручни бацач граната (РБГ) калибра 40мм.
- Максималан домет до 400м.
- Магацин граната износи 6 граната.
- Тежина бацача износи 6,8кг (без граната).

Против оклопне ракете М-79 Оса
- Две против оклопне ракете калибра 90мм.
- Ефективни домет уништења до 350м.
- Максимални домет уништења до око 1300м.

## Опрема
Поседује оптоелектронску систем, који се састоји од дневне камере (широкоугаоне и ускоугаоне) која има карактеристику зумирања од 0 до 30× пута веће увеличавање од почетне слике. Поседује такође термовизијску камеру која омогућава ноћни вид рада , осматрања и гађања. Поседује и ласерски даљинометар. Систем за управљање ватре (СУВ) је интегрисан у софтверу, на тај начин се бира између два оружја (Митраљез и Ручни бацач граната) које ће се користити. Софтвер може аутоматски заузети положај или препустити оператеру да ручно то уради помоћу контрола, заузме те параметре и изврши дејство по одређеним циљевима. Највећи број делова је израђен у Србији, попут:Митраљез 7,62мм производи Застава оружје из Крагујевца , РБГ 40мм производи Прва Петолетка из Трстеника, Блок оптике и електронике израђује Сензор Инфиз из Земуна. Од делова који се увозе из иностранства су само сензори и напредна електроника.

## Корисници
- Србија - Током 2020. године у наоружање Војске Србије ушло је 5 примерака. Очекује се даље опремање.